# Ballagi Ernő
Ballagi Ernő, 1912-ig Bloch (Budapest, 1890. március 4. – ?, 1944. november 15.) magyar ügyvéd, újságíró.

## Élete
Bloch Artúr és Spitzer Leonóra gyermeke. 1915-től az Egyenlőség politikai főmunkatársa volt. Tevékeny szerepet játszott a felekezeti életben és a zsidó kulturális mozgalmakban. Mint védőügyvéd több zsidó vonatkozású sajtóperben szerepelt. Felesége Rácz Erzsébet volt, akivel 1934. január 4-én kötött házasságot Újpesten.